# Enel Distribuição São Paulo
Enel Distribuição São Paulo, anteriormente conhecida como Eletropaulo Metropolitana e AES Eletropaulo, é uma empresa privada de distribuição e comercialização de energia elétrica, que realiza a distribuição de energia na Grande São Paulo.
Atualmente, a companhia abastece 7,7 milhões de clientes em 24 municípios da região metropolitana de São Paulo, incluindo a capital paulista. A Enel São Paulo é a segunda maior distribuidora de energia elétrica do Brasil, além de distribuir 42 mil gigawatts-hora (GWh) e ser responsável por cerca de 43 mil quilômetros de linhas de distribuição, dois mil quilômetros de linhas de transmissão e mais de 160 subestações.

## História

### Antecedentes
Desde 1899, a Light São Paulo - São Paulo Tramway, Light and Power Company, uma empresa privada de capital canadense, era a responsável pelos serviços de energia elétrica em São Paulo capital e arredores.
No final da década de 1970, o contrato de concessão da Light com o governo federal, assinado no início do século e com validade de 70 anos seria encerrado, com a entrega dos ativos investidos no Rio de Janeiro e em São Paulo ao governo brasileiro. O governo federal, através da Eletrobrás, adquiriu o controle acionário da Light – Serviços de Eletricidade S/A, estatizando-a.
Em 20 de março de 1981, o Governo do Estado de São Paulo, durante a gestão de Paulo Maluf, constituiu a Eletropaulo, com a finalidade básica de assumir a operação dos sistemas de geração, transmissão e distribuição de energia elétrica, nos municípios de concessão da Light no estado de São Paulo.
A partir de 1995, o então governador Mário Covas criou o PED - Programa Estatual de Desestatização, para iniciar um processo de privatização de inúmeras empresas estatais paulistas, além de trechos de rodovias e ferrovias.
Considerada pelos técnicos do governo estadual como uma empresa grande demais para ser privatizada num único bloco, a Eletropaulo foi dividida em quatro empresas menores: Eletropaulo Metropolitana, Empresa Bandeirante de Energia, Empresa Paulista de Transmissão de Energia e Empresa Metropolitana de Águas e Energia.
A Eletropaulo Metropolitana seria responsável pela distribuição de energia elétrica aos 24 municípios da Grande São Paulo.

### Eletropaulo Metropolitana e AES Eletropaulo
O leilão da Eletropaulo Metropolitana ocorreu no dia 15 de abril de 1998, tendo sido arrematada sem ágio por 2,026 bilhões pelo consórcio Lightgás, formado porː AES Corporation (11,46%), Houston Industries Energy (11,46%), Électricité de France (EDF) (11,46%) e Companhia Siderúrgica Nacional (7,32%). Este consórcio também havia vencido o leilão de privatização da Light em 1996. 
Em 2001, ocorreu a venda das ações da Reliant (Houston Industries) e da CSN para a AES Corporation, a Eletropaulo Metropolitana passou a ser controlada apenas pela AES. Com isso, a empresa passou a adotar a marcar AES Eletropaulo.
Em fevereiro de 2002, em um processo de reestruturação societária, houve troca de ações entre o grupo francês EDF (que ficou com a Light) e a AES Elpa, que assumiu o controle da Eletropaulo.

### Enel Distribuição
A companhia foi adquirida pela Enel Brasil em 4 de junho de 2018. Na ocasião, a companhia italiana pagou R$ 5,55 bilhões, o que representa 73,38% do capital total da concessionária paulista. A partir dessa data, entre outros acionistas, a americana AES e o BNDES, deixaram de fazer parte do quadro societário da Eletropaulo.
A conclusão e homologação da compra aconteceu no dia 3 de dezembro de 2018. Com alteração na estrutura acionária, a Eletropaulo Metropolitana passou a adotar marca Enel Distribuição São Paulo.
Chegando a possuir 93,3% do capital da empresa, a Enel Brasil realizou outras ofertas de aquisição de ações em 2018. Durante 2019, a companhia realizou novas operações com o intuito de aumentar o capital e a oferta pública de aquisição de ações, passando a deter 100% do capital da concessionária no final do mesmo ano. Dessa forma, as ações da Enel SP deixaram de ser negociadas no Novo Mercado da B3, mantendo o registro de companhia de capital aberto na categoria B.
A distribuidora atende quase 18 milhões de clientes no Brasil, espalhados entre os Estados de São Paulo, Rio de Janeiro e Ceará.
A Enel Distribuição São Paulo obteve um lucro de R$ 777 milhões, versus um prejuízo de R$ 315,2 milhões da Eletropaulo em 2018, com melhoria dos indicadores de qualidade DEC (Duração Equivalente de Interrupção por Unidade Consumidora) e FEC (Frequência Equivalente de Interrupção por Unidade Consumidora). Com uma nova oferta de ações, a Enel também adquiriu mais 1,48% do capital social e removeu as ações de emissão do segmento especial de listagem no Novo Mercado.
A Enel pagou R$ 256 milhões pelas ações remanescentes, tornando a única acionista da Eletropaulo.
A companhia tem investido na expansão, fortalecimento e modernização dos seus ativos, com destaque na automação da rede elétrica, no crescimento dos canais digitais de atendimento e na expansão do parque elétrico (subestações e linhas de sub-transmissão e distribuição.

## Área de concessão
A área de concessão da Enel Distribuição São Paulo engloba 24 municípios da Grande São Paulo, incluindo a Capital: São Paulo, Pirapora do Bom Jesus, Cajamar, Santana de Parnaíba, Barueri, Osasco, Carapicuíba, Jandira, Itapevi, Vargem Grande Paulista, Cotia, Taboão da Serra, Embu das Artes, Itapecerica da Serra, São Lourenço da Serra, Embu-Guaçu, Juquitiba, Diadema, São Caetano do Sul, São Bernardo do Campo, Santo André, Rio Grande da Serra, Ribeirão Pires e Mauá.

## Projetos
Com inscrições até janeiro de 2021, a Enel Distribuição São Paulo lançou, em novembro de 2020, a Chamada Pública de Projetos (CPP) de Eficiência Energética 2020, que incentiva consumidores da companhia a apresentarem seus projetos de consumo eficiente de energia elétrica.  
Em 2020, a Enel Distribuição São Paulo  também fechou uma parceria com o Serviço Nacional de Aprendizagem Industrial de São Paulo (SENAI-SP), por meio da Plataforma de Inovação da Indústria para o desenvolvimento do “Plano imersivo para desenvolvimento de colaboradores com tecnologias digitais”.
A iniciativa visa a reformulação do plano de treinamento e desenvolvimento de colaboradores, considerando a inclusão da tecnologia de realidade virtual, inteligência artificial e uso de sensores biomédicos. A finalidade é analisar e traçar o comportamento dos colaboradores no decorrer das atividades do treinamento com o intuito de melhorar o nível de excelência operacional, diminuir riscos e acidentes durante a realização do trabalho.
Em janeiro de 2021, a companhia lançou o projeto Smart Meter, uma nova iniciativa de digitalização. Parcialmente custeado com recursos do Programa de P&D da Aneel, que irá destinar R$ 121 milhões à ação, a Enel instalará 300 mil medidores inteligentes dentro de sua área de concessão.
A substituição de 150 mil medidores nos bairros de Pirituba e Perus, na capital paulista, até setembro de 2021, contemplam a primeira fase do projeto.

## Enel na pandemia de COVID-19
A pandemia causada pelo coronavírus (COVID-19) impactou os negócios e serviços da Enel e, assim como diversas companhias, a distribuidora sentiu os efeitos da grande crise sanitária. 
A Enel Distribuição São Paulo, por exemplo, obteve lucro líquido de 256 milhões de reais de janeiro a agosto de 2020, o que representou uma queda de 53,1% em relação ao mesmo período do ano anterior. 
Com  o intuito de driblar os entraves que a pandemia gerou aos consumidores, a Enel tomou algumas medidas, como a interrupção do corte do fornecimento de energia em casos de inadimplência até determinados prazos, disponibilizou também uma biblioteca virtual aos clientes que aderiram à conta digital e ao agendamento virtual para os que precisassem de atendimento nas lojas físicas, para a resolução de alguns serviços.
Em todos os serviços realizados pelos trabalhadores da companhia, foram utilizados equipamentos de proteção individual e coletivos tradicionais. Além disso, conforme recomendação da Organização Mundial da Saúde (OMS), o uso de máscara, luvas e álcool em gel, é constante em todas as atividades.
Uma parceria entre a Enel Distribuição São Paulo, Enel X e Riba, disponibilizou, em julho de 2020, quatro scooters elétricas que foram úteis na distribuição das marmitas às famílias atendidas pela Associação de Moradores de Paraisópolis.
Capazes de realizar uma entrega diária de 2.400 marmitas, as scooters, além de serem adequadas à geografia da comunidade, são uma fonte de geração de trabalho e de renda, uma vez que os entregadores contratados residem na própria comunidade. Entre setembro e outubro do mesmo ano, a Enel Distribuição São Paulo fez a doação de 11 toneladas de verduras e legumes orgânicos para o projeto Bistrô Mãos de Maria.
Localizado em Paraisópolis, o projeto, em parceria com a ONG Cidade Sem Fome, produz e distribui marmitas aos moradores da comunidade. 
Os alimentos doados são resultado do projeto Enel Compartilha Hortas em Rede, responsável pela produção de alimentos orgânicos em uma horta localizada em um terreno da distribuidora na Zona Leste de São Paulo.

## Quedas de energia

### 2023
No início de novembro de 2023, depois de fortes chuvas e ventanias que ocasionaram a queda de diversas árvores, e parte de São Paulo teve problemas com o fornecimento de energia elétrica. Como falhas de fornecimento se estenderam por vários dias, a ocasião levou a conflitos entre a Prefeitura de São Paulo e a Enel, escalando inclusive para uma multa por parte do Procon e até uma CPI para investigar a atuação da empresa. Em paralelo, no dia 16 de novembro, o prefeito de São Paulo, Ricardo Nunes, pediu para a Agência Nacional de Energia Elétrica (ANEEL) o cancelamento do contrato da Enel. Em 23 de novembro, o presidente da Enel Brasil, Nicola Cotugno, pediu demissão e seu cargo foi assumido de forma interina pelo presidente do Conselho de Administração, Guilherme Gomes Lencastre.

### 2024
Em outubro de 2024, um forte temporal atingiu a Grande São Paulo, deixando mais de 2,1 milhões de endereços sem energia elétrica na área de concessão da Enel. A concessionária acionou um plano de emergência e mobilizou cerca de 2.500 técnicos para reparar os danos causados pela tempestade, que incluiu a destruição de trechos da rede elétrica, postes, transformadores e outros equipamentos. Algumas regiões ficaram sem luz por mais de 12 horas, afetando bairros da capital paulista, como Morumbi, Jabaquara e Vila Sônia, além de cidades como Cotia e São Bernardo do Campo. A falta de energia também prejudicou o abastecimento de água em várias áreas, com a Sabesp pedindo o uso racional até a normalização do fornecimento. Para atender os casos mais críticos, a Enel disponibilizou cerca de 500 geradores e reforçou seus canais de atendimento, incluindo SMS e WhatsApp.

O cenário de recorrentes quedas de energia na região metropolitana de São Paulo levou o Ministério de Minas e Energia a exigir uma fiscalização mais rigorosa da Enel SP pela Aneel. Em ofício, o ministro interino Arthur Cerqueira Valério ressaltou a necessidade de uma resposta firme da agência reguladora, destacando que a renovação da concessão da distribuidora, prevista para 2028, dependerá do cumprimento de rígidos critérios de qualidade. O ministério já havia solicitado a apuração da atuação da Aneel devido à falha no acompanhamento das interrupções, levantando a possibilidade de cassação do contrato da Enel caso as adequações necessárias não sejam feitas.